# 尼波塞特鎮區 (伊利諾伊州比羅縣)
尼波塞特鎮區（英語：Neponset Township）是位於美國伊利諾伊州比羅縣的一個行政鎮區。

## 地方資料
根據2010年美國人口普查的數據，尼波塞特鎮區的面積為93.60平方千米，當中陸地面積為93.60平方千米，而水域面積為0.00平方千米。當地共有人口742人，而人口密度為每平方千米7.93人。